# 재미로

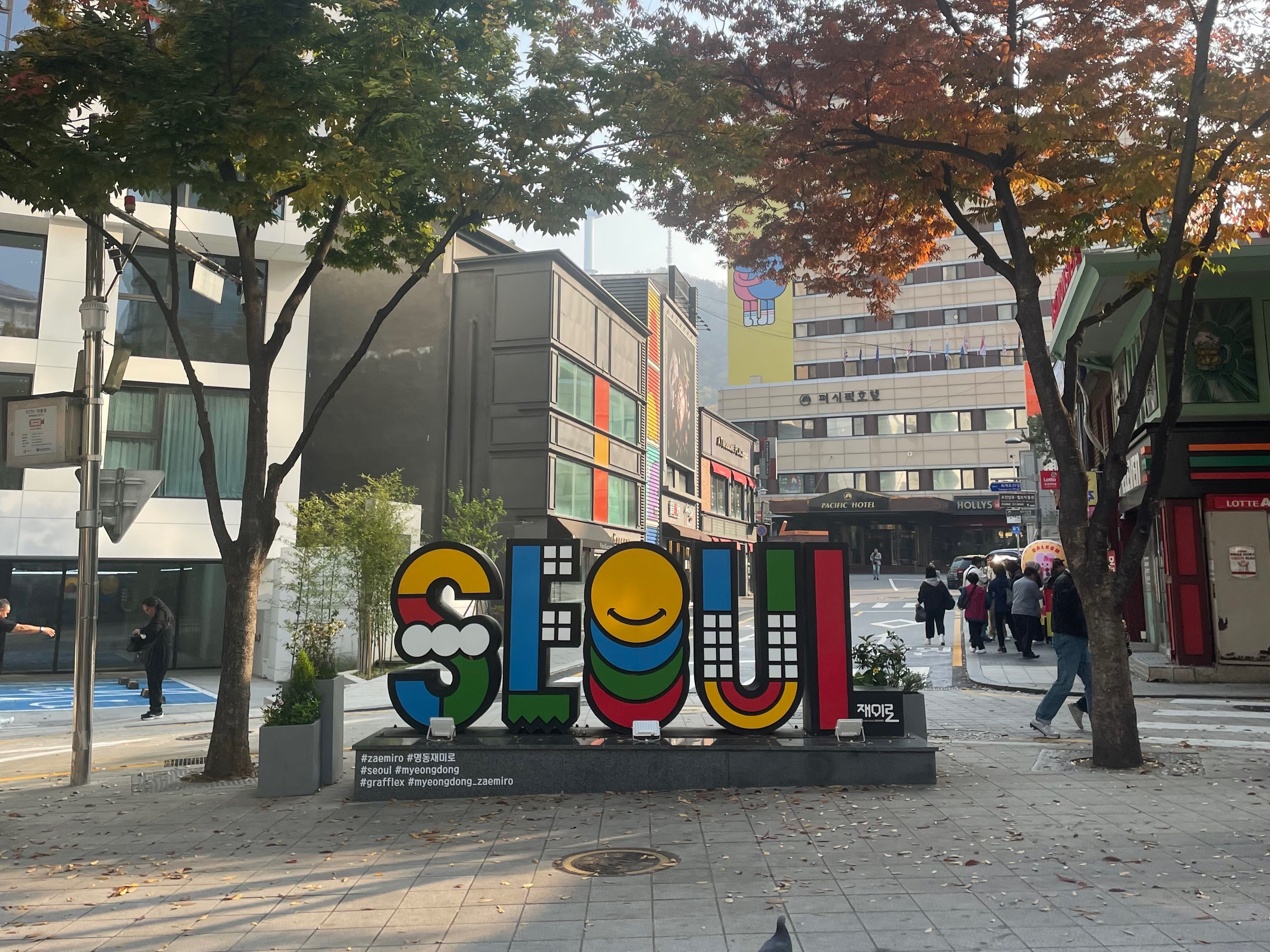
재미로

‘서울 중구 명동에 위치한 만화의거리 ‘재미로’는 (구)서울애니메이션센터(현재 재건축 진행)를 중심으로 조성된 문화콘텐츠 클러스터링 상상타운의 ‘콘텐츠 특화 거리’입니다. 명동역 3번출구에서 (구)서울애니메이션센터까지 이어지는 약 450m의 거리를 국내 만화, 애니메이션, 캐릭터, 일러스트 등의 콘텐츠로 조성한 테마거리입니다. 서울의 대표 관광명소인 명동과 남산을 잇는 ‘재미로’는 서울 도심 속에서 다채로운 문화체험을 즐길 수 있는 소중한 경험을 제공합니다.
- 국내 전시기업과 콘텐츠 작가에게는 전시하고 싶은 매력적인 곳!
- 시민과 관광객에게는 ‘찍고 싶고, 가보고 싶은’ 문화를 만나는 곳!
- 지역 소상공인들에게는 사람들이 찾아와 지역이 활성화 되는 곳!

### 콘텐츠 기획전시
SBA서울경제진흥원(서울애니메이션센터)는 도시재생사업과 연계하여 ‘재미로’ 일대 낙후된 가로환경을 정비하고 트렌디한 콘텐츠 기획전시가 주기적으로 열리는 스트리트 갤러리를 조성하고 있습니다.
신진 작가 발굴과 오프라인 공간의 전시 및 상품 개발을 통해 창작가에게는 홍보와 프로모션의 기회를 지원하고, 시민·관광객에게는 우수한 서울 문화 콘텐츠 전시를 접할 수 있는 기회를 마련하는 가교의 역할을 하고자 합니다.

### 2021 리드로우 프로젝트
‘도시를 다시 그리다.’ 명동 재미로 리드로우 프로젝트는 ‘재미로’ 콘텐츠 기획전시의 일환으로, 국내 전시 전문기업인 ‘프린트베이커리’의 아트 디렉팅과 국내외에서 주목받는 아티스트 ‘그라플렉스’가 참여하여 새로운 명동의 힙한거리 ‘재미로’를 탄생시켰습니다. 거리 전시뿐만 아니라 이와 연계한 아트클래스, 재미로 방문 굿즈 이벤트, 일러스트 공모전, 만화의집 전시 등 다양한 프로그램이 재미로와 서울애니메이션센터에서 진행됩니다.

### 2022 리프레시 프로젝트
2022년 명동 재미로는 ’일상의 환기’라는 주제로 국제적인 디자인 스튜디오 <스티키몬스터랩>과 함께 리프레시 프로젝트를 진행하였습니다.
SEE, US, WAIT, MOMENT, TOGETHER, TIME, TALK, THINK, SLEEP 총 9가지 키워드로 함께한 재미로 스트리트 아트 갤러리를 여러분께 소개합니다.

### 2023 리바이브 프로젝트
리바이브(RE-VIBE)는 코로나 19로 침체되었던 시기를 지나 다시금 활력을 찾고 있는 명동거리에 유쾌한 바이브를 더하기 위해 기획 되었습니다. 하나의 커다란 캔버스로 탈바꿈한 거리가 도시를 재탄생시킨다는 의미를 담은 재미로의 세번째 프로젝트 리바이브(RE-VIBE). 귀염뽀짝 반전매력 '미니니(minini)'와 스트릿.서브컬쳐 아티스트들의 작품들 속을 거닐며 재미로의 활기찬 바이브를 느껴보세요.

## 같이 보기
- 서울 애니메이션 센터
- 서울 국제 만화 애니메이션 페스티벌